# Gastrotheca aureomaculata
Gastrotheca aureomaculata es una especie de anfibios de la familia Amphignathodontidae.
Es endémica de Colombia.
Su hábitat natural incluye montanos tropicales o subtropicales secos, ríos, marismas de agua dulce, jardines rurales y zonas previamente boscosas ahora muy degradadas.
Está amenazada de extinción por la pérdida de su hábitat natural.